# Malpaisomys
Malpaisomys is een uitgestorven geslacht van knaagdieren uit de muizen en ratten van de Oude Wereld dat voorkwam op de oostelijke Canarische Eilanden (Fuerteventura, Lanzarote en Graciosa). De enige soort is M. insularis, in het Nederlands (evenals in vele andere talen) wel lavamuis genoemd. De oudste vondsten van dit dier zijn 32000 tot 25000 jaar oud; het dier is pas na 1200 uitgestorven. De huismuis (Mus musculus) is rond het jaar 0 op de eilanden ingevoerd; sindsdien werd M. insularis geleidelijk vervangen door de huismuis (de waarschijnlijke oorzaak voor het uitsterven van deze soort). M. insularis was sterk gespecialiseerd voor het leven in lavavelden. Het was een kleine muis, die ongeveer 40 g woog.
De verwantschappen van dit geslacht zijn niet erg duidelijk. In de oorspronkelijke beschrijving werd een verwantschap met het fossiel Stephanomys en de geslachten Acomys en Uranomys (nu in de Deomyinae) voorgesteld. Een latere analyse van dezelfde auteurs, waarbij ook de schedel van Stephanomys gebruikt kon worden, wees echter uit dat de Malpaisomys-Stephanomys-groep verwant was aan Oenomys en Thallomys. Op basis van immunologie kon worden vastgesteld dat Malpaisomys nauwer verwant was aan Mus dan aan Acomys en Uranomys. Op basis hiervan is dit geslacht in de Oenomys-divisie geplaatst. Een studie van de vorm en grootte van de kiezen wees uit dat Malpaisomys waarschijnlijk in het Plioceen van Occitanomys of Paraethomys afstamde.